# Casa Manuel Dolcet
La Casa Manuel Dolcet és un edifici de Sarrià (Barcelona), catalogat com a bé cultural d'interès local.

## Història
El 1906, Manuel Dolcet encarregà a l'arquitecte Joan Rubió i Bellver la seva residència a l'antic municipi de Sarrià, que fou enllestida el 1907.
Entre els anys 1966 i 1994, acollí les dependències de l'Escola de Disseny EINA.

## Descripció
Es troba a l'avinguda de Vallvidrera, 44, encara que sense arribar al carrer, ja que l'accés directe està tallat per la línia fèrria dels Ferrocarrils de la Generalitat, i cal creuar un pont per accedir-hi a la porta de la finca.
La situació en un vessant muntanyós fa que la parcel·la es divideixi en terrasses, amb l'edifici a la part més alta. L'accés es fa mitjançant un jardí amb una pèrgola i escales que salven el desnivell fins a l'edifici. Aquest es troba aïllat d'altres construccions i consta de planta baixa semisoterrada i dues plantes pis. La planta és rectangular amb tres façanes rectes i una quarta més trencada que conté l'escala, però la diferenciació de les cobertes produeix un joc volumètric molt ric. El cos que conté l'escala es corona per una coberta de pavelló que sobresurt dels altres volums; la part posterior del cos principal està coberta amb terrat i la part davantera amb coberta a dues aigües. Al segon pis la façana s'endarrereix, formant una galeria tancada amb balustrada dividida per columnes salomòniques de maó vist que sustenten la coberta. D'aquesta galeria sobresurt el balcó circular col·locat en una de les cantonades amb barana de ferro forjat.
Les façanes es caracteritzen per la utilització de maó vist contraposat als paraments llisos d'estucat blanc. És un edifici format per elements artesanals tradicionals, on abunda el maó com a decoració sobre fons blanc, amb retocs de ceràmica. Aquest sistema decoratiu dona un bonic relleu a les llindes de les portes, finestres, balustrades, coronament i ràfecs. Les finestres rectangulars tenen una llinda ondulada amb elements decoratius vegetals fets amb la tècnica del trencadís. Les bigues estan recobertes d'elements classicistes, com tríglifs i greques.